# Scarsick
Scarsick – szósty album  progresywno metalowego zespołu Pain of Salvation wydany 22 stycznia 2007 roku nakładem InsideOut Music.  Jest to ostatni album na którym można usłyszeć Johana Langell'a za perkusją w Pain of Salvation.  Album jest kontynuacją fabuły zapoczątkowanej na The Perfect Element, part I i jako alternatywną nazwę tego albumu można stosować też The Perfect Element, part II - "he".

## Lista utworów
Side A: His skin against this dirty floor
1. "Scarsick" – 7:08
2. "Spitfall" – 7:17
  1. "Introducing Star"
  2. "Thus Quote The Craving"
  3. "Redefining Vomatorium"
  4. "Man Of The Masses"
  5. "YO"
3. "Cribcaged" – 5:56
4. "America" – 5:05
5. "Disco Queen" – 8:22
  1. "Tonight I'll Fall"
  2. "A Cheap Sellout Drug"
  3. "A Tighter Groove"
  4. "My Disco Queen"

Side B: Why can't I close my eyes ?
1. "Kingdom of Loss" – 6:41
2. "Mrs. Modern Mother Mary" – 4:14
3. "Idiocracy" – 7:04
4. "Flame to the Moth" – 5:58
5. "Enter Rain" – 10:03

## Twórcy
- Daniel Gildenlöw - główny wokal, gitara, gitara basowa, banjo i sample
- Fredrik Hermansson - keyboard, sample
- Johan Hallgren - gitara, wokal
- Johan Langell - perkusja, wokal